# Холокост в Верхнедвинском районе
Холокост в Верхнедви́нском (Дри́ссенском) районе — систематическое преследование и уничтожение евреев на территории Верхнедвинского района Витебской области оккупационными властями нацистской Германии и коллаборационистами в 1941—1944 годах во время Второй мировой войны, в рамках политики «Окончательного решения еврейского вопроса» — составная часть Холокоста в Белоруссии и Катастрофы европейского еврейства.

## Геноцид евреев в районе
Верхнедвинский район был полностью захвачен немецкими войсками 13 июля 1941 года, и оккупация продлилась до 18 июля 1944 года. После оккупации Верхнедвинский район административно стал относиться к зоне армейского тыла группы армий «Центр».
Для осуществления политики геноцида и проведения карательных операций сразу вслед за войсками в район прибыли карательные подразделения войск СС, айнзатцгруппы, зондеркоманды, тайная полевая полиция (ГФП), полиция безопасности и СД, жандармерия и гестапо.
Во всех крупных деревнях района были созданы районные управы, полицейские гарнизоны и опорные пункты вспомогательной полиции службы порядка из коллаборационистов. Ещё до осени 1941 года во всех населенных пунктах района были назначены волостные бургомистры и старосты.
До войны на территории Верхнедвинского района евреи жили в большинстве городов и местечек: в Борковичах, Боровке, Верхнедвинске, Волынцах, Кохановичах, Луначарском, Освее, Пустельниках, Росице, Сарье и многих других. Уже с первых дней оккупации района немцы начали убивать евреев. Эти убийства повторялись множество раз во многих местах района. Только в нескольких населенных пунктах евреев убили не сразу, а содержали в условиях гетто вплоть до полного уничтожения в 1942 году.

## Гетто

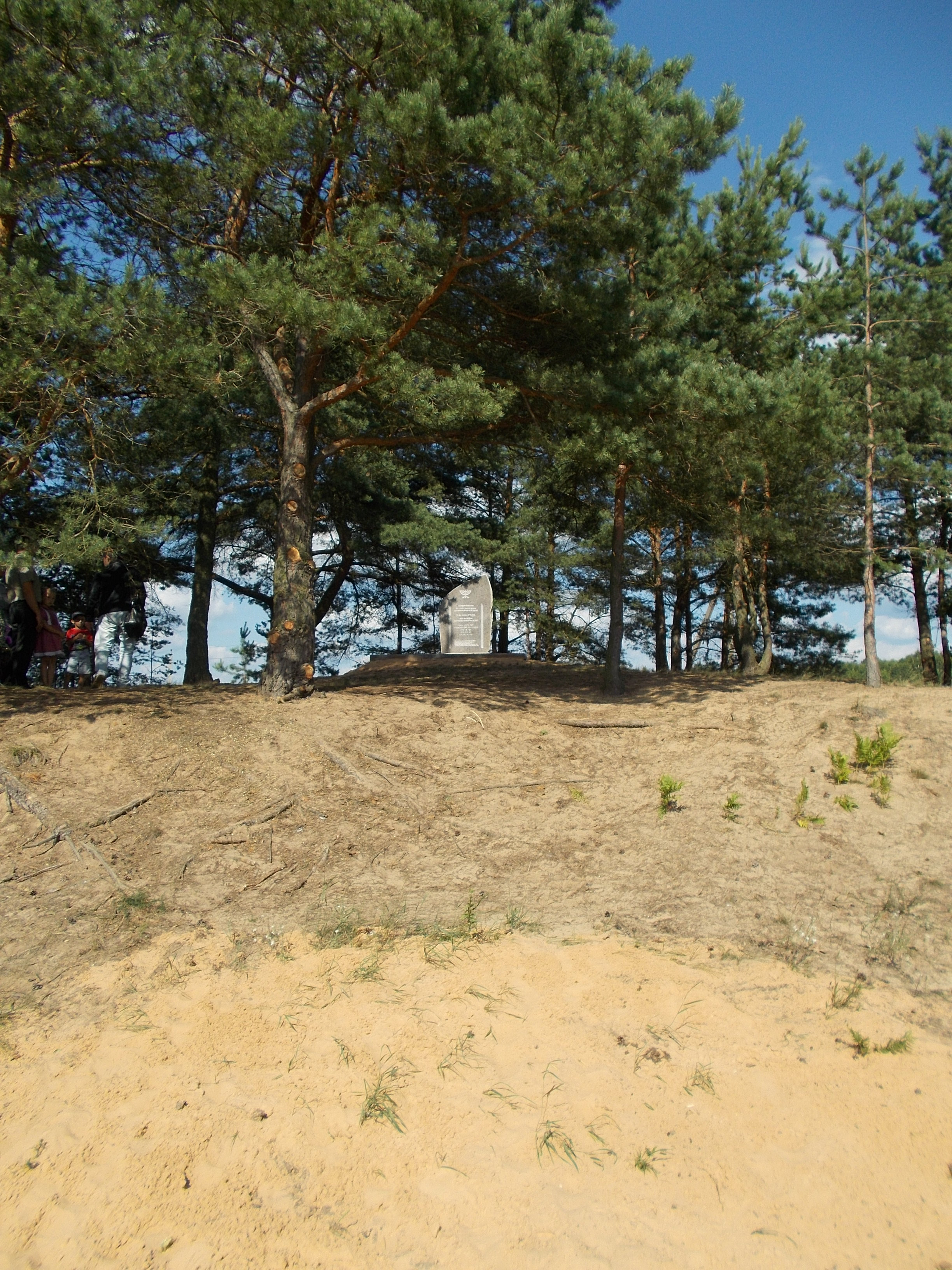
Деревня Нурово. Памятник на месте убийства нацистами более 80 евреев в 1942 году

Оккупационные власти под страхом смерти запретили евреям снимать желтые латы или шестиконечные звезды (опознавательные знаки на верхней одежде), выходить из гетто без специального разрешения, менять место проживания и квартиру внутри гетто, ходить по тротуарам, пользоваться общественным транспортом, находиться на территории парков и общественных мест, посещать школы.
Реализуя нацистскую программу уничтожения евреев, немцы создавали гетто почти во всех городах и населённых пунктах Беларуси, где проживало еврейское население. Так и в Верхнедвинском районе оккупанты организовали 5 гетто:
- В гетто Борковичей (лето 1941 — сентябрь 1941 года) были замучены и убиты более 100 евреев.
- В гетто Верхнедвинска (июль 1941 — 2 февраля 1942 года) были убиты около 800 евреев.
- В гетто в Волынцах (Волынецкий сельсовет) (лето 1941 — 22 февраля 1942) были убиты более 130 евреев.
- В гетто в Освее (1941 — 8 марта 1942) были убиты более 650 евреев.

### Гетто в Кохановичах
В деревне Кохановичи гетто было создано в сентябре 1941 года. В нём оказались как местные евреи, так и из ближних деревень.
В январе 1942 года примерно 350 ещё живых евреев были расстреляны.

## Случаи спасения и «Праведники народов мира»
Шесть человек из Верхнедвинского района были удостоены почетного звания «Праведник народов мира» от израильского мемориального института «Яд Вашем» «в знак глубочайшей признательности за помощь, оказанную еврейскому народу в годы Второй мировой войны»:
- Дорошкевич (Петровская) Александра, Кайгородова (Петровская) Зинаида, Петровская Марфа и Петровский Аркадий (все из деревни Ермолино) за спасение Цирклиной Ривы и Цирклина Леонида[13];
- Пухальская Мария и Пухальский Владислав из деревни Сардыки за спасение Быро Абрахама и Быро Стефании[14].

## Память
В районе установлены памятники на местах массовых убийств евреев в годы Катастрофы — в Борковичах, Верхнедвинске, Волынцах, Нурово и Освее. Ещё одна братская могила примерно 80-ти жертв геноцида евреев находится в деревне Луначарское Борковичского сельсовета.
Имена главных виновников преступлений нацистов на территории района перечислены в акте районной комиссии ЧГК от 6 апреля 1945 года.
Опубликованы неполные списки убитых евреев Верхнедвинского района.